# Myrna Veenstra
Myrna Veenstra (4 de março de 1975) é uma ex-jogadora de hóquei sobre a grama neerlandesa que já atuou pela seleção de seu país.

## Carreira

### Olimpíadas de 2000
Nos Jogos de Sydney de 2000, Myrna e suas companheiras de equipe levaram a seleção neerlandesa à conquista da medalha de bronze do torneio olímpico. Na primeira fase, os Países Baixos terminaram em terceiro lugar do grupo. Na segunda fase, composta por um único grupo de seis equipes, as neerlandesas também ficaram em terceiro, classificando-se assim para a disputa do bronze. Nesta partida, Myrna Veenstra ajudou seu time na vitória de 2 a 0 sobre a Espanha.